# Planta criptògama

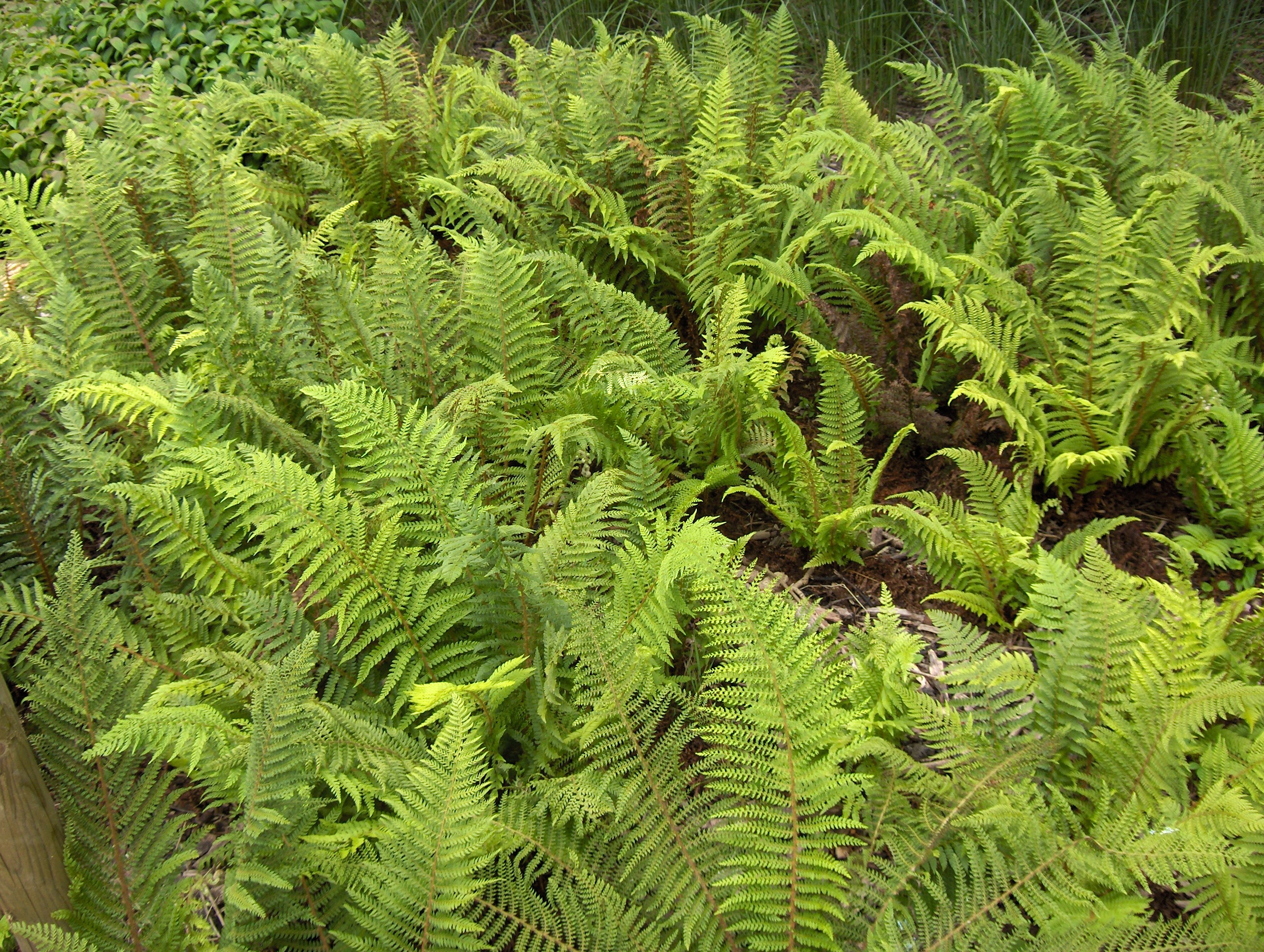
Polystichum setiferum, una falguera

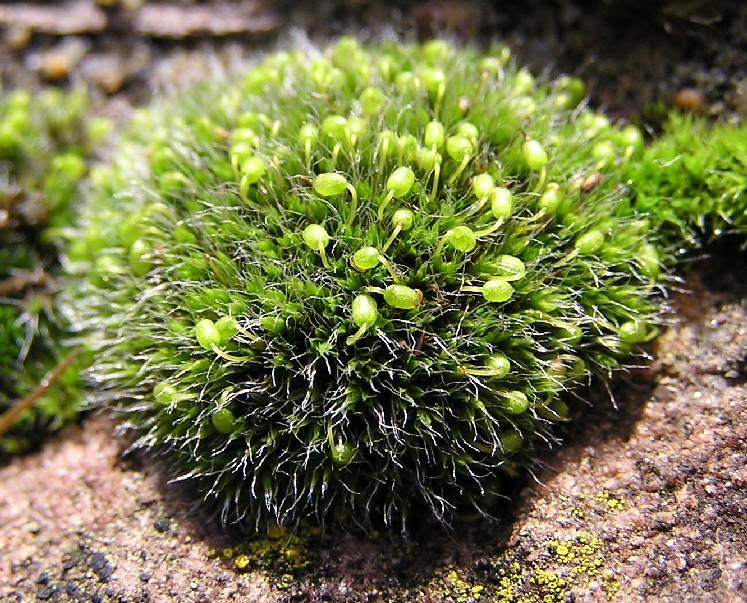
Grimmia pulvinata, una molsa

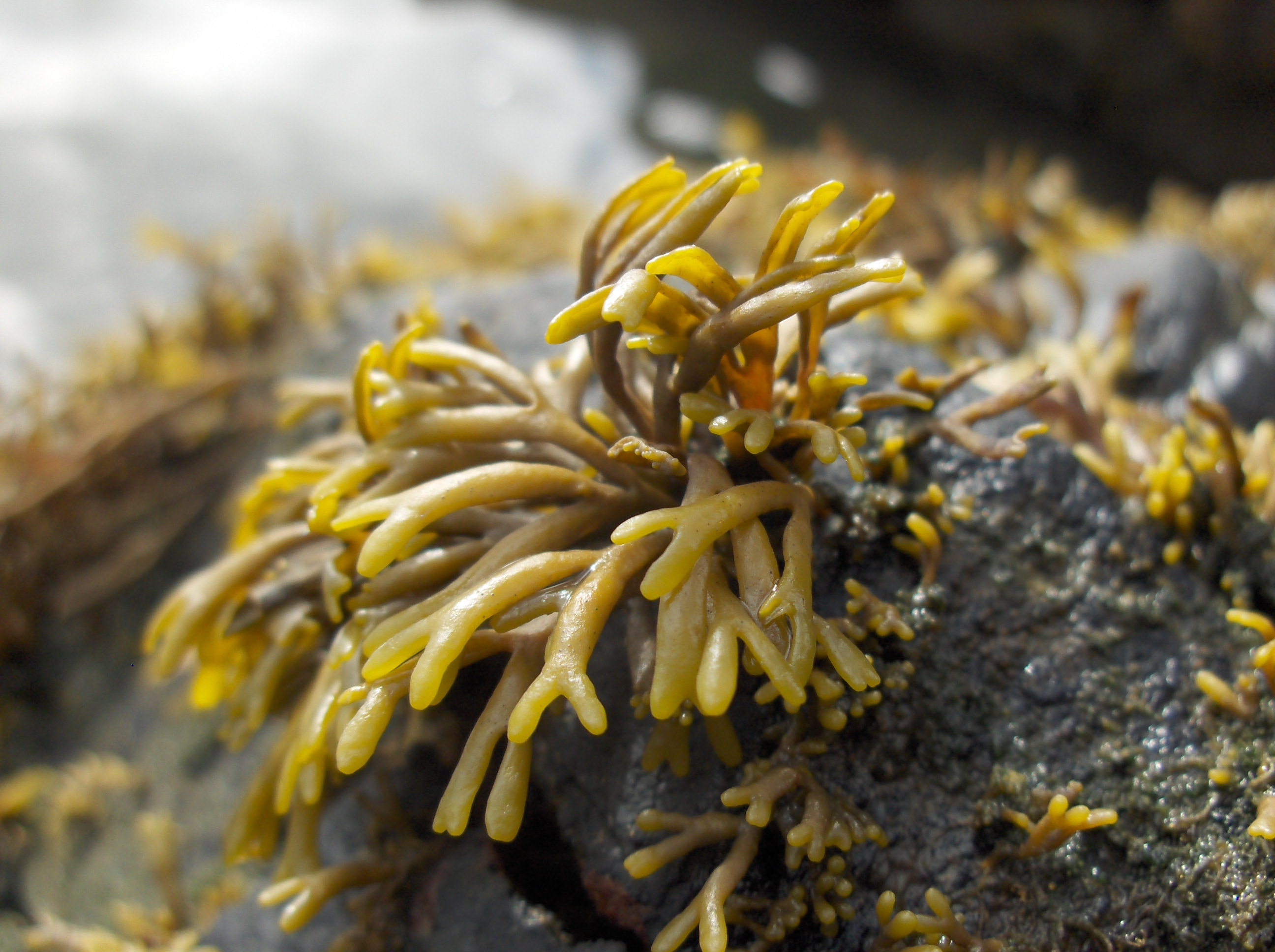
Pelvetia canaliculata, una alga

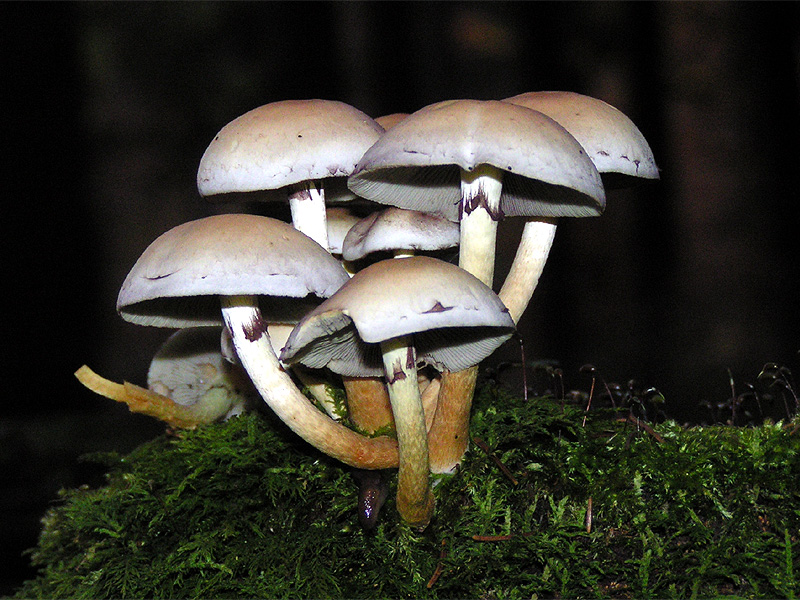
El bolet de pi (Hypholoma fasciculare), un fong

El nom criptògames (Cryptogamae) és un terme botànic de la taxonomia linneana. És una manera clàssica de designar certes plantes a hores d'ara tècnicament obsoleta, tot i així encara és molt utilitzada per la seva conveniència.
"Criptògama" es refereix a aquelles plantes que es reprodueixen per espores. Abans es reconeixien com un grup dins del regne de les plantes. El grup Cryptogamae, del grec kryptos ('amagat') i gameein ('casament'), va ser oposat per Carl von Linné (1707–1778) a les Phanerogamae, del grec phaneros = 'visible') o plantes amb flor.
Aquest grup inclou aquestes plantes:
- Algues
- Molses i altres Briòfits en sentit ampli
- Fongs
- Falgueres

El grup de les criptògames inclou també alguns protozous, però actualment alguns d'aquests no es reconeixen com a plantes.